# Адамнан
Адамнан (Адомнан; лат. Adamnanus Hiiensis или Adomnanus Hiiensis, англ. Adamnán of Iona; также Юнан от ирл. Naomh Ádhamhnán; ок. 624—704) — аббат, бенедиктинец, агиограф, писатель

, законотворец, знаток государственного и канонического права, святой католической церкви.
Святому посвящены два собора в Ирландии — католический собор Святых Юнана и Колумбы в Леттеркенни и англиканский собор Святого Юнана в Рафо.

## Биография
Родился на юго-западе графства Донегал в Ирландии. Как и святой Колумба, принадлежал к королевскому роду Уи Нейллов. Вступил монахом в бенедиктинский орден в местной обители, вероятно в монастырь Друим Туамма (Druim Tuamma). Затем при игумене Сегине (Ségéne) (622—652) перешёл в знаменитую обитель Иона на небольшом островке (Айона) в архипелаге Внутренних Гебридских островов, на западе Шотландии.
Здесь он получил основательное образование, познакомился с греческим и латинским языками, прекрасно изучил Священное Писание.

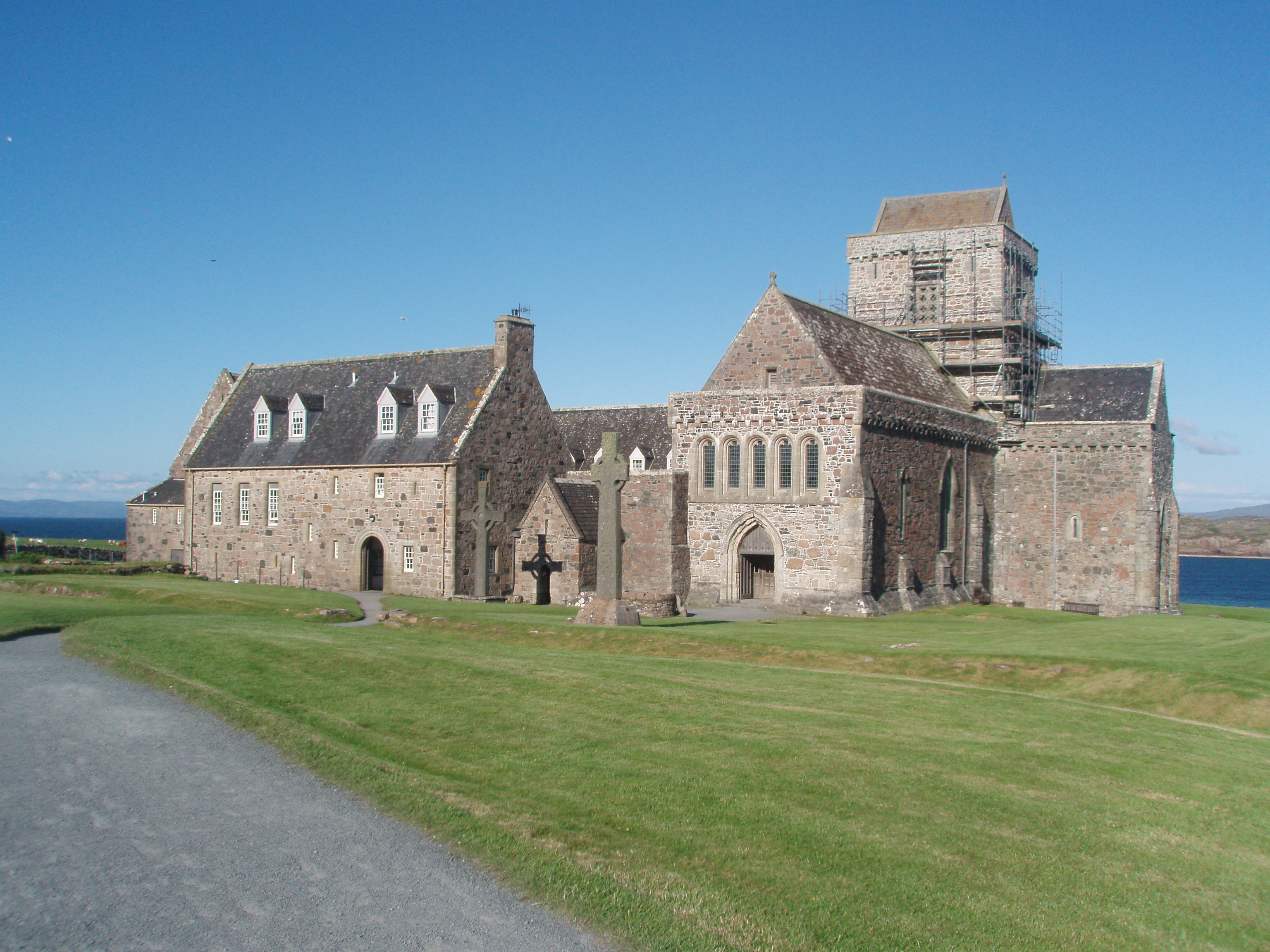
Аббатство Айона

В 679 году, по смерти игумена Файлбе (Failbe) (669—679), Адамнан был избран аббатом Аббатства Айона (Иона) — девятым по счёту после святого Колумбы («Голубя Церкви», 521—597).
Здесь в это время жил Элдфрит, внебрачный сын короля Освиу Нортумбрийского, прогнанный с родины своим младшим братом Эгфритом. Элдфрит близко сошелся с Адамнаном, и стал его учеником. Когда в 685 году король Нортумбрии Эгфрид был убит в походе на пиктов, Адамнан благословил Элдфрита, вернувшегося на родину, занять королевский престол. В 686 году Адамнан посетил его с просьбой отпустить 60 ирландцев, угнанных в плен во время набега англосаксов на Ирландию и вернулся на Иону с освобожденными пленниками.
Адамнан не раз посещал Английские земли. В 688 году, посетил короля Элдфрита и, вероятно, в это посещение поднёс ему своё сочинение «О Святых местах». По свидетельству бенедиктинского монаха двойного монастыря Святых Петра и Павла в англосаксонском королевстве Нортумбрия (современный Джарроу) Беды Достопочтенного, Адамнан посетил несколько английских монастырей и под влиянием святого Кеолмута Уирмутского принял Римскую пасхалию.
Ионские монахи отказались менять своё прежнее ирландское правило празднования Пасхи — и Адамнан покинул остров и отправился в Ирландию в 692 году, где упорно убеждал ирландских монахов и монастыри заменить кельтское правило на римское.
В 697 году он успешно убедил собор в Бирре, состоявший из ирландских, Дал-Риадских и пиктских королей принять так называемые «Каноны Адамнана» («Cáin Adomnáin»). Среди прочего, эти законы освобождали женщин, детей и священнослужителей от участия в войне и гарантировали их неприкосновенность. Эти законы, известные также как «закон невинных» (лат. Lex Innocentium), стали первой подобной записанной инициативой в истории Европы.
Способствовал примирению Кельтской церкви с латино-англосаксонскими верующими.

## Сочинения
Его перу принадлежит одно из самых ранних агиографических сочинений Ирландии — «Житие св. Колумбы», составленное под влиянием житий святых Антония и Мартина и «Диалогов» св. Григория I Великого. На основе рассказов галльского епископа Аркульфа, посетившего Палестину, Адамнан написал трактат «О Святых местах». Текст трактата показывает широкую эрудицию Адомнана и его знакомство с произведениями святоотеческой литературы. 
Сведения об Адамнане сохранились в ирландских анналах и в «Церковной истории» святого Беды Достопочтенного (Vol. 15-17, 21). Житие Адамнана составлено на ирландском языке между 956 и 964 гг., культ распространен на территории Ирландии и Шотландии.